# Monétay-sur-Allier
Monétay-sur-Allier és un municipi francès, situat al departament de l'Alier i a la regió d'Alvèrnia-Roine-Alps. L'any 2007 tenia 539 habitants.

## Demografia

### Població
El 2007 la població de fet de Monétay-sur-Allier era de 539 persones. Hi havia 220 famílies de les quals 63 eren unipersonals (43 homes vivint sols i 20 dones vivint soles), 67 parelles sense fills, 86 parelles amb fills i 4 famílies monoparentals amb fills.
La població ha evolucionat segons el següent gràfic:
Habitants censats

### Habitatges
El 2007 hi havia 291 habitatges, 227 eren l'habitatge principal de la família, 44 eren segones residències i 20 estaven desocupats. 285 eren cases i 1 era un apartament. Dels 227 habitatges principals, 169 estaven ocupats pels seus propietaris, 52 estaven llogats i ocupats pels llogaters i 6 estaven cedits a títol gratuït; 3 tenien una cambra, 18 en tenien dues, 49 en tenien tres, 56 en tenien quatre i 101 en tenien cinc o més. 166 habitatges disposaven pel capbaix d'una plaça de pàrquing. A 88 habitatges hi havia un automòbil i a 120 n'hi havia dos o més.

### Piràmide de població
La piràmide de població per edats i sexe el 2009 era:
| Homes | Edats   | Dones |
| ----- | ------- | ----- |
| 0     | 95 o +  | 0     |
| 0     | 90 a 94 | 0     |
| 0     | 85 a 89 | 0     |
| 0     | 80 a 84 | 4     |
| 8     | 75 a 79 | 8     |
| 16    | 70 a 74 | 12    |
| 16    | 65 a 69 | 12    |
| 8     | 60 a 64 | 8     |
| 16    | 55 a 59 | 12    |
| 28    | 50 a 54 | 4     |
| 16    | 45 a 49 | 16    |
| 20    | 40 a 44 | 8     |
| 24    | 35 a 39 | 24    |
| 12    | 30 a 34 | 12    |
| 8     | 25 a 29 | 16    |
| 16    | 20 a 24 | 8     |
| 16    | 15 a 19 | 16    |
| 20    | 10 a 14 | 12    |
| 8     | 5 a 9   | 16    |
| 20    | 0 a 4   | 8     |

## Economia
El 2007 la població en edat de treballar era de 354 persones, 266 eren actives i 88 eren inactives. De les 266 persones actives 245 estaven ocupades (136 homes i 109 dones) i 22 estaven aturades (8 homes i 14 dones). De les 88 persones inactives 32 estaven jubilades, 27 estaven estudiant i 29 estaven classificades com a «altres inactius».

### Ingressos
El 2009 a Monétay-sur-Allier hi havia 231 unitats fiscals que integraven 563,5 persones, la mediana anual d'ingressos fiscals per persona era de 16.075 €.

### Activitats econòmiques
Dels 25 establiments que hi havia el 2007, 1 era d'una empresa alimentària, 10 d'empreses de construcció, 2 d'empreses de comerç i reparació d'automòbils, 5 d'empreses d'hostatgeria i restauració, 1 d'una empresa d'informació i comunicació, 2 d'empreses de serveis, 3 d'entitats de l'administració pública i 1 d'una empresa classificada com a «altres activitats de serveis».
Dels 10 establiments de servei als particulars que hi havia el 2009, 5 eren paletes, 1 fusteria, 1 lampisteria, 2 electricistes i 1 restaurant.
L'únic establiment comercial que hi havia el 2009 era una fleca.
L'any 2000 a Monétay-sur-Allier hi havia 12 explotacions agrícoles que ocupaven un total de 456 hectàrees.

## Equipaments sanitaris i escolars
El 2009 hi havia una escola elemental integrada dins d'un grup escolar amb les comunes properes formant una escola dispersa.

## Poblacions més properes
El següent diagrama mostra les poblacions més properes.